# Mariano Berriex
Mariano Berriex  (* 29. April 1989 in Quilmes) ist ein ehemaliger argentinischer Fußballspieler.

## Karriere
Seine Fußballkarriere begann 2009 bei CA Independiente in Avellaneda. Nach einem Jahr wurde er im Jahr 2010 an den chilenischen Verein Deportivo Ñublense aus Chillán verliehen. Nach Ende des Vertrages bei CA Independiente blieb er in Chile. Von 2011 bis 2014 spielte er in Chile für Deportes Concepción (2011–2012), Unión Temuco (2012–2013) und Deportes Temuco (2013–2014). 2014 verließ er Chile und wechselte nach Griechenland. Hier stand er bis 2015 19 Mal für AOT Alimos FC auf dem Spielfeld. 2015 kehrte er wieder nach Chile zurück, wo er bis Mitte 2016 für Rangers de Talca aus Talca spielte. Im August 2016 wechselte er nach Zypern und schloss sich bis Ende 2016 Aris Limassol an. Nach Thailand ging er 2017, wo er einen Vertrag beim Erstligisten Ubon UMT United aus Ubon Ratchathani unterschrieb. Nach der Hinserie wechselte er nach Sisaket zum Ligakonkurrenten Sisaket FC. Der Verein belegte am Ende der Saison den 17. Tabellenplatz und musste somit in die Zweite Liga absteigen. 2018 führte ihn sein Weg nach Indonesien. Hier spielte er bis Juli für den in der Liga 1 spielenden TIRA-Persikabo aus Bogor. Nach Ende der Vertragslaufzeit war er von August 2018 bis Januar 2019 vereinslos. Ab Februar 2019 stand er bis Ende 2019 bei Club Real Potosí, einem Verein aus Bolivien, unter Vertrag. Ab dem 1. Januar 2020 war Mariano Berriex ohne Verein und beendete daraufhin seine Karriere. 

## Sonstiges
Im April 2022 warf seine Ex-Partnerin und Mutter der zwei gemeinsamen Kinder Berriex vor, ihr beide Kinder seit einem Jahr vorzuenthalten.